# Zec Borgia
Pour les articles homonymes, voir Borgia (homonymie).
La zec Borgia est une zone d'exploitation contrôlée, située dans l'agglomération de La Tuque, en Mauricie, au Québec (Canada). Ce territoire de chasse et pêche de 556 km2 est administré par l'Association de chasse et de pêche Asitabec inc Cette zone d'exploitation contrôlée a une vocation forestière et faunique.

## Toponymie
Son nom reprend celui du lac et du canton de Borgia, nommés en l'honneur de Joseph Le Vasseur Borgia, député du Bas-Canada de 1808 à 1819 et de 1824 à 1830.

## Geographie
La zec Borgia est située à 35 km au nord de La Tuque, soit au kilomètre 145 de la route 155 (Québec). Le poste d'accueil # 1 est situé à 500 mètres de la route 155, au kilométrage #147. La zec est délimitées par:
- le Saguenay-Lac-Saint-Jean au nord,
- les zecs Kiskissink et Ménokéosawin, ainsi que la "pourvoirie le Rochu" à l'est. Note: la route 155 (Québec) constitue la ligne de démarcation entre la zec Borgia et les autres zec,
- la rivière Croche (partie nord-ouest de la zec), le Domaine Touristique de La Tuque et la zec de la Croche à l'ouest.

Le territoire de la Zec couvre quatre cantons : de Biart, de Chasseur, de Borgia et de Micheaux. La Zec compte 194 lacs au total dont 59 sont exploités pour la pêche, ainsi que trois rivières. Les principaux lacs sur le territoire sont: Deschênes, Chasseur, Caron, "à Shaw", Gingras, Borgia (situé au centre-est près de la route 155), Armstrong, de la Serpe, Barbelle, "du Jonc", "de la Fourchette", Jeanne, Biard et Gravel.
Le lac Borgia a une longueur de 3,6 km et une largeur maximale de 0,6 km. Ce lac qui est orienté dans le sens nord-est au sud-ouest, longe du côté nord la route 155 (Québec) à une distance variant entre 0,7 à 1,5 km.